# Claude Hubert
Claude Raymond Gustave Hubert (* 16. März 1914 in Chartres; † 12. Dezember 1977 in Nogent-le-Rotrou) war ein französischer Geher.
Im 50-km-Gehen wurde er bei den Olympischen Spielen 1948 in London Achter und bei den Leichtathletik-Europameisterschaften 1950 in Brüssel Siebter. Bei den Olympischen Spielen 1952 in Helsinki kam er auf den 18. Platz.
Seine persönliche Bestzeit über diese Distanz von 4:34:31 h stellte er 1933 auf.